# Тараш (село)
Тараш (серб. Тараш) — населённый пункт в Сербии, в Воеводине, Средне-Банатском округе, общине Зренянин.

## Население
В селе проживает 1140 жителей, из которых совершеннолетних 868. Средний возраст — 39,8 года (мужчины — 38,8 года, женщины — 40,8 года). В населённом пункте 389 домохозяйств, среднее число членов в которых — 2,93.

## Известные уроженцы
- Обрад Суботин, врач
- Душан Аврамов, дипломат
- Омер Маринков, философ
- Любица Тапавички, скульптор
- Деян Бошняк, писатель
- Милорад Крстин, депутат Скупщины Югославии
- Светозар Маркович, партизан времён Второй мировой войны и Народный герой Югославии.